# Jekatierina Lebiediewa-Gorska
Jekatierina Władimirowna Lebiediewa-Gorska (ros. Екатерина Владимировна Лебедева-Горская, ur. 29 stycznia 1971) – rosyjska szpadzistka reprezentująca także ZSRR, brązowa medalistka mistrzostw świata.
Podczas mistrzostw świata w Budapeszcie w 1991 roku reprezentantki ZSRR w składzie: Oksana Jermakowa, Marija Mazina, Wiktorija Titowa i Jekatierina Lebiediewa-Gorska zdobyły brązowy medal w turnieju drużynowym.. Był to jedyny medal wywalczony przez Lebiediewą w zawodach tego cyklu. Była też między innymi czwarta w drużynie na mistrzostwach świata w Lyonie w 1990 roku i jedenasta w rywalizacji indywidualnej na mistrzostwach świata w Essen w 1993 roku.
Nigdy nie wzięła udziału w igrzyskach olimpijskich.
Po zakończeniu kariery została trenerem.